# 新興 (雲林縣土庫鎮)
新興，是台灣雲林縣土庫鎮的一個傳統地域名稱，位於該鎮中南部。相較於今日行政區，其範圍大致包括興新里、溪邊里西北端。

## 歷史
台灣清治末期至日治初期，新興地區為一街庄，稱為「新興庄」，隸屬於大坵田堡。該庄北與大荖庄、石廟仔庄為鄰，東與土庫庄、過港庄為鄰，南邊及西邊南段為糞箕湖庄，西邊中段及北段為埤腳庄。
1901年（日治明治三十四年）11月，全台廢縣廳改設二十廳，該庄隸屬於斗六廳。1903年（明治三十六年）6月，該庄編入「土庫區」，隸屬於斗六廳。1909年（明治四十二年）10月，合併二十廳為十二廳，土庫區改隸屬於嘉義廳。1920年（大正九年），全台地方制度大改正，廢十二廳改設五州二廳，該庄改制為「新興」大字，隸屬於臺南州虎尾郡土庫庄。1943年10月，土庫庄升格為土庫街。
戰後土庫街改制為土庫鎮，隸屬於臺南縣，大字亦改制為里。1950年10月，雲、嘉、南分治，土庫鎮改隸屬雲林縣。

## 聚落
本地區發展較早的聚落有竹圍仔（中圍）、潮洋（張庄）、下店仔、新興、爐竹塘等，在日治期初期的官方地圖上已有記載。此外，本地區尚有下圍、頂圍等聚落。

## 交通
縣道145號是埤頭至新街的道路，大致以東北微東—西南微西走向轉東北東—西南西走向經過新興地區中部略偏東南地帶，並於本地區西南部近邊界地帶經高鐵高架橋下。由該道路向東北微東可前往土庫市區、虎尾、西螺、埤頭等地，向西南西可前往元長、北港並止於省道台19線路口。
縣道145甲線是土庫至新港的道路，大致以東北微北—西南微南走向經過本地區東南部邊界地帶。由該道路東北微北可前往土庫市區西南部並止於土庫商工東側的土庫圓環，也就是鄉道雲100線終點路口暨鄉道雲173線起點路口；向西南微南可前往元長東部、新港北部並止於縣道157號路口
鄉道雲96線是下莊仔至斗南的道路，目前因受阻於虎尾溪並未全線通車。全線的西側端點（起點）位於本地區東南部邊界南側的縣道145甲線路口（過港地區下庄子聚落西北郊）。由此向南出境後蜿蜒行至聚落西側路口，轉東再轉北北東蜿蜒穿越聚落後轉東北可前往溪埔寮聚落、竹腳寮聚落並止於聚落東南端附近的虎尾溪北岸穎川堤防道路路口。虎尾溪南岸路段的起點位於上述位置正南方的豐岡堤防道路路口（埔羗崙地區田心聚落西北西郊），由此向東南可前往田子林與埔羗崙交界地帶西段、田子林、田子林與埔羗崙交界地帶東段、埤頭、五間厝並止於該地區東部邊界的省道台1線路口。
鄉道雲98線是潮洋厝至頂竹圍的道路，其東南側端點（終點）位於本地區東北部邊界上的鄉道雲100線轉角路口（頂竹圍聚落東郊）。由此向西北沿邊界而行，出境後轉西微北可前往石廟子西南端、大荖、崙內、馬公厝西南部、潮洋厝並止於省道台19線路口（潮洋厝聚落北北東郊）。
鄉道雲100線是潭東至土庫的道路，其東側端點（終點）位於本地區東部邊界外不遠處土庫市區的縣道145甲線起點路口暨鄉道雲173線起點路口（土庫圓環）。由此向西北達到本地區東北部凸出部分的邊界後沿邊界而行，至文化路路口（鄉道雲98線終點路口）轉西南西入境後再轉西南，至鄉道雲102-1線終點路口轉西南西，經高鐵高架橋下後續行，至近本地區西北部邊界處轉西北微西出境，可前往埤腳、子茂北端、山子內中部、合和、元長西端、潭內並止於鄉道雲166線路口。
鄉道雲102線是扶朝至新興的道路，其東南側端點（終點）位於本地區中部偏西南的縣道145號路口（新興聚落南側）。由此向北北東行，出聚落後轉西北再轉西北西，經高鐵高架橋下、鄉道雲102-1線終點路口後，至蘆竹塘聚落轉北北西再轉西北微西，出境後轉北可前往埤腳東北部並止於鄉道雲100線路口（埤腳地區牛稠仔聚落東南東郊）。
鄉道雲102-1線是蘆竹塘至頂竹圍的道路，全線位於本地區境內，其西南側端點（起點）位於本地區中部偏西的鄉道雲102線路口（蘆竹塘聚落東南側，高鐵高架橋下旁）。由此向北轉北北東再轉東北東，出聚落後經高鐵高架橋下、下竹圍聚落後續行，至文化路路口轉北北東再轉北，至中竹圍聚落轉東北微東再轉東北，可前往頂竹圍西南側並止於鄉道雲100線路口。
鄉道雲104線是無底潭至綺湖（糞箕湖）的道路，其東側端點（終點）位於本地區西南部凸出部分南側邊界外緣的縣道145號路口（糞箕湖聚落東南郊）。由此向西北入境後轉西北西，出境後轉西北經糞箕湖聚落轉西南可前往糞箕湖地區西南部的無底潭聚落並止於鄉道雲101線路口。